# Northern Songs
Northern Songs Ltd. är ett företag som grundades  1963 av Dick James, Brian Epstein och The Beatles för att publicera låtar skrivna av John Lennon och Paul McCartney (se Lennon/McCartney). (George Martin, The Beatles skivproducent, erbjöds ett partnerskap i företaget men tackade nej, eftersom hans ställning i EMI utgjorde en potentiell intressekonflikt.) 
Från och med Beatles tredje singel From Me To You 1963 förlades Lennon-McCartneys låtar på Northern Songs. (Redan andra singeln Please Please Me hade förlagts av Dick James Music.) Men även George Harrisons tidiga låtar var förlagda på Northern Songs, vilket ledde till att delar av inkomsterna från hans låtar också gick till Lennon och McCartney. Detta faktum kritiserade George Harrison lite skämtsamt i låten Only a Northern Song, som spelades in 1967 och ursprungligen var avsedd för Sgt. Pepper-LP:n detta år. I stället kom den med i filmen Yellow Submarine 1968 och släpptes på skiva i januari 1969 på soundtracket till denna film.
Northern Songs börsintroducerades av skattetekniska skäl 1965. Lennon och McCartney fick nu enbart 15 % av aktierna var, Brian Epsteins bolag NEMS 7,5 % och Dick James (tillsammans med Northerns Songs ordförande Charles Silver) 37,5 %. På våren 1969 beslutade James och Silver att sälja sin andel till TV-bolaget ATV och dess chef sir Lew Grade. Detta väckte stark irritation hos Beatles, som ansåg att ATV motarbetat gruppen i början av dess karriär. Försäljningen ökade spänningarna inom gruppen då det visade sig att Paul McCartney köpt börsnoterade aktier och därför ägde fler aktier i bolaget än John Lennon. Även Lennon och McCartney sålde sina aktier. 1985 köpte sångaren Michael Jackson rätten till de Beatleslåtar som tidigare förlagts av Northern Songs.